# Jun Chen
Jun Chen, är en amerikansk astronom, av kinesiskt ursprung.
Minor Planet Center listar henne som J. Chen och som upptäckare av 10 asteroider.

## Asteroider upptäckta av Jun Chen
| (15807) 1994 GV9 [A]                                                   | 15 april 1994   |
| (15820) 1994 TB [A]                                                    | 2 oktober 1994  |
| (15874) 1996 TL66 [A] [B] [C]                                          | 9 oktober 1996  |
| (15883) 1997 CR29 [A] [B]                                              | 3 februari 1997 |
| (20108) 1995 QZ9 [A]                                                   | 29 augusti 1995 |
| (20161) 1996 TR66 [A] [B] [C]                                          | 8 oktober 1996  |
| (32929) 1995 QY9 [A]                                                   | 31 augusti 1995 |
| (33001) 1997 CU29 [A] [B] [C]                                          | 6 februari 1997 |
| 79360 Sila-Nunam [A] [B] [C]                                           | 3 februari 1997 |
| (118228) 1996 TQ66 [A] [B] [C]                                         | 8 oktober 1996  |
| Upptäckt tillsammans med: A David C. Jewitt B Chad Trujillo C Jane Luu |                 |